# La Virgen y el Niño con san Juan Bautista (Michele Tosini)
La Virgen y el Niño con san Juan Bautista es un cuadro pintado por el artista italiano Michele di Ridolfo del Ghirlandaio, también conocido como Michele Tosini, datada cerca de 1540; es un temple y óleo sobre tabla de 84.9 x 69 cm. Sin embargo existen otros cuadros del artista bajo el mismo nombre, los cuales se encuentran en diferentes museos.

## Obra
Dentro de su repertorio, este cuadro es el más cercano al manierismo debido a la teatralidad con que se representa el tema. Del lado izquierdo, desde el punto de vista del espectador, se encuentra representada la Virgen María ligeramente inclinada hacia delante, formando una composición triangular. En sus piernas esta el Niño Jesús desnudo, pero no se encuentra quieto, sino que es detenido por el brazo de María para ir con san Juan Bautista su primo, a quien estira su brazo. San Juan sostiene en sus manos una cruz hecha con dos armas; porta una capa roja, la cual se sostiene de un hombro.
El paisaje, común del cinquecento Italiano, es un paisaje elaborado a base de azules, con los que se plasma el cielo y montañas.

## La contrarreforma católica
Este cuadro se elaboró en el marco del conflicto entre los católicos y protestantes conocido como la Contrarreforma, por lo que la representación de temas religiosos se ve afectada durante este tiempo, pues en este momento ocurrió una reestructuración de la doctrina católica. Sin embargo autores como David Franklin afirman que Tosini se mantuvo alejado de los cánones de la pintura italiana del XVI.